# 具存裕
具 存裕（朝鮮語: 구존유）は、朝鮮氏族の綾城具氏の始祖である。高麗時代に壁上三韓三重大匡、検校上将軍を務めた。
中国宋がモンゴルに滅ぼされる直前の1224年に身の危険を案じ、朱熹の曾孫であり新安朱氏の始祖朱潜と共に高麗に亡命した。モンゴルの追手が高麗に宋の亡命した旧臣を差し出すことを要求したため、具積德に改名して錦城に隠れ潜み、同じく隠れ潜んた朱潜の娘と結婚した。